# Klašnjice
Klašnjice (izvirno srbsko Клашњице) je naselje v Srbiji, ki upravno spada pod Mesto Vranje; slednja pa je del Pčinjskega upravnega okraja.

## Demografija
V naselju, katerega izvirno (srbsko-cirilično) ime je Клашњице, živi 34 polnoletnih prebivalcev, pri čemer je njihova povprečna starost 52,8 let (51,5 pri moških in 54,3 pri ženskah). Naselje ima 15 gospodinjstev, pri čemer je povprečno število članov na gospodinjstvo 2,60.
To naselje je popolnoma srbsko (glede na rezultate popisa iz leta 2002), a v času zadnjih treh popisov je opazno zmanjšanje števila prebivalcev.
|  |

| Demografija | Demografija     | Demografija     |
| Leto        | Št. prebivalcev | Št. prebivalcev |
| ----------- | --------------- | --------------- |
|             |                 |                 |
|             |                 |                 |
|             |                 |                 |
|             |                 |                 |
| 1948        | 248             |                 |
| 1953        | 242             |                 |
| 1961        | 220             |                 |
| 1971        | 155             |                 |
| 1981        | 97              |                 |
| 1991        | 67              | 66              |
| 2002        | 39              | 39              |
|             |                 |                 |

| Etnična sestava po popisu iz leta 2002 | Etnična sestava po popisu iz leta 2002 | Etnična sestava po popisu iz leta 2002 | Etnična sestava po popisu iz leta 2002 | Etnična sestava po popisu iz leta 2002 |
| -------------------------------------- | -------------------------------------- | -------------------------------------- | -------------------------------------- | -------------------------------------- |
| Srbi                                   | Srbi                                   |                                        | 39                                     | 100,0%                                 |
| Neznano                                | Neznano                                |                                        | 0                                      | 0,0%                                   |